# Palaemon debilis
Palaemon debilis är en kräftdjursart som beskrevs av James Dwight Dana 1852. Palaemon debilis ingår i släktet Palaemon och familjen Palaemonidae. Inga underarter finns listade i Catalogue of Life.